# WeWork: Or the Making and Breaking of a $47 Billion Unicorn
WeWork: Or The Making and Breaking of a $47 Billion Unicorn es una película documental estadounidense de 2021, escrito y dirigido por Jed Rothstein. Sigue WeWork, una empresa de inmueble fundada por Adam Neumann, quien finalmente se vio obligado a abandonar la empresa.
La película tuvo lanzamiento en el South by Southwest el 17 de marzo de 2021. Posteriormente fue estrenado el 2 de abril de 2021 por Hulu.

## Sinopsis
La película sigue a Adam Neumann, el fundador de la compañía de inmuebles "WeWork", quién es finalmente forzado a abandonar la compañía después de un fallado IPO.

## Producción
En octubre de 2020, se anunció que Jed Rothstein dirigiría la película, con Hulu listo para distribuir. Ross Dinerstein también produjo junto a los productores ejecutivos Rebecca Evans y Ross Girard de Campfire, Tim Lee, Michael Cho y Mimi Rode de Olive Hill, Travis Collins, Kyle Kramer y Randall Lane de Forbes y Danni Mynard.  Olive Hill Media financió completamente la función. CAA Media Finance y WME representaron la película conjuntamente.

## Lanzamiento
La película tuvo lanzamiento en el South by Southwest el 17 de marzo de 2021. Posteriormente fue estrenado el 2 de abril de 2021 por Hulu.

## Recepción
WeWork: Or the Making and Breaking of a $47 Billion Unicorn tiene un índice de aprobación del 76% en el sitio web del agregador de reseñas Rotten Tomatoes, basado en 49 reseñas, con un promedio ponderado de 6.30/10.